# Leisure Suit Larry: Box Office Bust
Leisure Suit Larry: Box Office Bust — компьютерная игра, разработанная Team17 и изданная Codemasters для Windows, Xbox 360 и PlayStation 3. Выпущена в Северной Америке 27 марта 2009 года. Это десятая игра (восьмая выпущенная и вторая про Ларри Лавэйджа) в каноничной серии, и первая из Leisure Suit Larry для седьмого поколения консолей. Официально анонсирована 17 января 2008 года в пресс-релизе. Её дебютный трейлер был выпущен 16 февраля 2008 года на GameTrailers.

## Геймплей
Box Office Bust — песочница с открытым миром, поощряющая игроков исследовать его, играть в мини-игры (платформеры, головоломки и гонки). Как и другие игры серии, Box Office Bust содержит большое количество юмора, в том числе непристойного, и сексуализированные женские образы, однако в отличие от Leisure Suit Larry: Magna Cum Laude, здесь нет секса, ни обнажённых тел, хотя целевой аудиторией всё так же являются взрослые. Такое решение было принято в соответствии с точкой зрения исполнительного продюсера Джона Мелькиора, который счёл, что в игре с таким высоким уровнем юмора и хорошим сценарием не нужны столь дешёвые способы поднять продажи. При этом в этой игре больше ругаются, чем в предыдущих.

## Сюжет
Главный герой Box Office Bust — известный по Leisure Suit Larry: Magna Cum Laude Ларри Лавидж, племянник Ларри Лафера. Дядя просит его помочь в киностудии (Laffer Studios), что включает различные виды неквалифицированной работы, также Лавиджу приходится искать предателя-засланца конкурентов, который пытается саботировать работу студии Лафер.
Автором сценария стал Аллен Коверт из Happy Madison, озвучиванием занимались Джош Китон (Ларри Лавидж), Джеффри Тэмбор (Ларри Лафер), Джей Мор, Патрик Уорбертон, Шеннон Элизабет и Кармен Электра. Дополнительно использовались голоса Арти Лэнджа и Дэйва Эттелла.

## Разработка
28 июля 2008 года Activision Blizzard объявила, что Box Office Bust и несколько других игр, над которыми шла работа, будут заморожены.
Box Office Bust стала второй игрой о Ларри, в создании которой не участвовал создатель оригинальной игры Эл Лоу, хотя в Box Office Bust появляется персонаж Большой Эл. Арти Лэндж, озвучивший Большого Эла, сообщил, что компания заплатила ему за работу.

## Критика
| Сводный рейтинг    | Сводный рейтинг                           |
| Агрегатор          | Оценка                                    |
| ------------------ | ----------------------------------------- |
| GameRankings       | (X360) 26,08 % (PC) 20,22 % (PS3) 16,00 % |
| Metacritic         | (X360) 25/100 (PC) 20/100 (PS3) 17/100    |
| Иноязычные издания |                                           |
| Издание            | Оценка                                    |
| AllGame            | [ 14 ]                                    |
| Eurogamer          | 2/10                                      |
| GameSpot           | (PC & X360) 2,5/10 (PS3) 2/10             |
| GamesRadar+        | [ 18 ]                                    |
| GameTrailers       | 2,3/10                                    |
| IGN                | 2/10                                      |
| OXM                | 1/10                                      |
| PC Gamer (UK)      | 19 %                                      |
| Play (UK)          | 24 %                                      |
| TeamXbox           | 4/10                                      |

Отзывы на Leisure Suit Larry: Box Office Bust были крайне отрицательными. Агрегаторы GameRankings и Metacritic указывают, что совокупный рейтинг версии для Xbox 360 — 26,08 % и 25/100 соответственно, версия для персональных компьютеров получила 20,22 % и 20/100, а для PlayStation 3 — 16,00 % и 17/100.
Крис Уолтерс из GameSpot охарактеризовал игру так: «безмозглый монотонный геймплей и поистине ужасное чувство юмора позволяет Ларри держать марку — это полный провал (total bust)», а Чарльз Онетт в рецензии для IGN высказался следующим образом: «Самые нижние уровни оценок на IGN заняты играми, у которых почти совсем нет оправдывающих их качеств и интересных идей, которые почти ничего не могут предложить игрокам и которые ни при каких условиях не следует покупать. Leisure Suit Larry: Box Office Bust — без сомнения одна из таких игр».
GameTrailers присвоил игре 2,3 балла из 10, таким образом она стала наиболее низко оценённой на сайте; в рецензии говорится: «Эта игра — ужасная шутка сама по себе и над собой, над теми, кто купит Leisure Suit Larry: Box Office Bust можно только пошутить. Редакция считает, что свои две руки можно занять куда более интересными вещами; мы своими двумя показываем этой гадости два больших пальца вниз».
Британский Official Xbox Magazine оценил игру в 1 балл из 10 и назвал космической какашкой (англ. astroturd). Журнал сообщил, что это худшая игра, которую они рецензировали, и назвали версию для Xbox 360 худшей вышедшей на этой платформе игрой за всю её историю.
Эл Лоу поблагодарил Vivendi Games на своём личном сайте за то, что они не позволили ему приближаться к «последнему ужасу».
GameSpot номинировал игру на звание худшей в 2009, однако победу одержала игра Сталин против марсиан. Однако игра всё же получила несколько званий худшей игры года: от Giant Bomb, австралийской телепередачи Good Game и Rooster Teeth (худшая мультиконсольная игра); GamesRadar присвоил Leisure Suit Larry: Box Office Bust звание 28-й по ужасности игры за историю.